# Bechlenberg
Bechlenberg ist eine aus einer Hofschaft hervorgegangene Ortslage in der Stadt Leichlingen (Rheinland) im Rheinisch-Bergischen Kreis.

## Lage und Beschreibung
Bechlenberg liegt nordöstlich des heutigen Leichlinger Zentrums im Bereich der gleichnamigen Straße Bechlenberg, die im 19. Jahrhundert der Hauptweg von der Leichlinger Brücke über das Kirchdorf Leichlingen nach Bergerhof war. Bechlenberg grenzte nordöstlich an das Kirchdorf.
Die Ortslage war bis ins erste Drittel des 20. Jahrhunderts eigenständig, ist aber heute Teil der geschlossenen Wohn- und Gewerbebebauung des gewachsenen Kernorts. Weitere Nachbarorte und -ortslagen sind Eicherhof, Am Hammer, Dorffeld, Weide, Waltenrath, Wachholder, Neuland, Johannisberg, Brücke, Hülstrung und Unterberg.

## Geschichte
Bechlenberg wurde im Jahr 1555 als Bechlerberg urkundlich erwähnt. Im 18. Jahrhundert gehörte der Ort zum Kirchspiel Leichlingen im bergischen Amt Miselohe. Die Topographische Aufnahme der Rheinlande von 1824 und die Preußische Uraufnahme von 1844 verzeichnen den Ort beide als Bechlenberg.
1815/16 lebten 70 Einwohner im Ort. 1832 gehörte Bechlenberg der Bürgermeisterei Leichlingen an. Der laut der Statistik und Topographie des Regierungsbezirks Düsseldorf als Dorfschaft kategorisierte Ort besaß zu dieser Zeit 18 Wohnhäuser und 13 landwirtschaftliche Gebäude. Zu dieser Zeit lebten 99 Einwohner im Ort, davon sechs katholischen und 93 evangelischen Glaubens.
Im Gemeindelexikon für die Provinz Rheinland werden 1885 20 Wohnhäuser mit 132 Einwohnern angegeben. 1895 besitzt der Ort 22 Wohnhäuser mit 135 Einwohnern, 1905 21 Wohnhäuser und 164 Einwohner.